# Vladimir Mirgorod
Vladimir Viktorovič Mirgorod (9. listopadu 1979, Moskva) je ruský sériový vrah známý jako „Škrtič“. V letech 2003–2004 zavraždil 31 lidí.

## Život
Mirgorod se narodil v Moskvě v roce 1979. První vraždu spáchal v lednu roku 2003 a obětí byla 25letá žena, která přišla do Moskvy z Minsku. Po vraždě ukradl cenné věci, které jí patřily. O dva měsíce později znásilnil a zavraždil 22letou ženu, která pocházela z Omsku. Třetí obětí vraha byl 20letý muž, kterého také znásilnil a zavraždil. Dne 18. dubna roku 2003 zabil 33letou Natálii Kuročinkovou z Novosibirsku. V červenci v Moskevské botanické zahradě znásilnil a zavraždil 28letou ženu. Poslední na seznamu obětí byla 50letá žena a její 15letý syn, který byl svědkem vraždy. Své oběti škrtil, používal při tom části jejich oděvů. Před Mirgorodovým zatčením nespojovala ruská policie všechny jeho vraždy s jedním pachatelem. V roce 2004 byl zatčen za znásilnění a pokus o krádež. Za tento zločin byl odsouzen k 5 letům vězení. Z vězení odešel na konci roku 2010. Soudní řízení v jeho případě bylo obnoveno poté, co byly porovnány jeho otisky prstů s těmi, které byly nalezeny na místech činu. Mirgorod se zpočátku přiznal k osmi vraždám, ale genetické testování potvrdilo jeho účast až na šestnácti vraždách. V roce 2012 byl Mirgorod odsouzen k doživotnímu vězení. Od srpna roku 2012 si odpykává trest ve věznici Černý orel (Чёрный беркут).

## Další doznání a trest
V letech 2024–2025 bylo vyřešeno dalších 17 vražd, které spáchal mezi lety 2000 a 2004. Mezi nimi je vražda 33leté Larisy z dubna 2004, jejíž tělo bylo nalezeno poblíž jejího domu na Lavočkinově ulici. Vrah ji znásilnil a uškrtil opaskem. Vyšetřování přidalo v roce 2024 k obětem maniaka šestnáctiletou dívku, která byla v roce 2003 znásilněna, zavražděna a upálena v bytě. Celkem bylo do trestního stíhání zahrnuto 17 nových případů. V souvislosti s odhalením další série vražd, spáchaných na počátku 21. století, byl v červnu 2025 odsouzen Golovinským rajonním soudem v Moskvě ke 22 letům vězení.